# Список бронетехніки Російської імперії

Малий герб Російської імперії

У цей список входять зразки бронетехніки, розроблені і побудовані для Російської імператорської армії як на території Росії, так і за її межами, в період з 1904 по 1917 роки. До списку також включені зразки панцирних автомобілів, розроблених в Російській імперії, але запущених у виробництво вже після Жовтневого перевороту, а також найбільш відомі ерзац-панцирні автомобілі, побудовані частинами Білої армії в ході Громадянської війни в Росії. Крім того, окремо вказано нереалізовані проекти бронетехніки, розроблені в Російській імперії.
Зразки бронетехніки розташовані в алфавітному порядку. У списку не зазначені панцирні автомобілі, що перебували на озброєнні Англійського та Бельгійського бронедивізіонов у складі Російської імператорської армії. Слід також мати на увазі, що в період Першої світової війни, та особливо в роки Громадянської війни в Росії силами різних майстерень (як заводських, так і армійських) було побудовано безліч зразків ерзац-бронетехніки, відомості про які вельми скупі і в ряді випадків можуть бути відсутні повністю.
У списку не зазначено також численні зразки залізничної бронетехніки, створеної в Російській імперії до 1917 року.

## Панцирні автомобілі

### Кулеметні
| Назва                                            | Зображення               | Роки розробки | Роки виготовлення | Кількість, шт. | Короткий опис |
| ------------------------------------------------ | ------------------------ | ------------- | ----------------- | -------------- | --- |
| SPA                                              | Зображення не збереглося | 1914          | 1914              | 1              | Ерзац-бронеавтомобіль з кулеметним озброєнням на шасі італійської вантажівки фірми SPA. Зібраний у другій декаді вересня 1914 року командиром 5-ї автомобільної роти штабс-капітаном І. М. Бажановим разом з бригадою ремонтників в діючій армії з метою посилення 25-ї піхотної дивізії. Використовувався дивізією в боях початкового періоду Першої світової війни. Подальша доля невідома. |
| Арміа-Мотор-Лоріес                               |                          | 1915          | 1915              | 36             | Імпортний панцирний автомобіль виробництва фірми Army Motor Lorries (Велика Британія). Російській імператорській армії було поставлено 36 машин. Маючи ряд серйозних конструктивних недоліків, були визнані непридатними для бойового застосування і на озброєння армії не надійшли. Обмежено застосовувалися в ході Громадянської війни в Росії. |
| Армстронг-Вітворт                                |                          | 1914—1915     | 1915—1916         | 40             | Імпортний панцирний автомобіль виробництва фірми Armstrong Whitworth (Велика Британія). Російській імператорській армії було поставлено 40 машин в двох модифікаціях, які зазнали в Росії істотних переробок. У покращеному вигляді панцирні автомобілі застосовувалися Російською імператорською армією в ході Першої світової війни, а також обома протиборчими сторонами в Громадянській війні. |
| Панцирний автомобіль 1-ї мотоциклетної роти      | Зображення не збереглося | 1915          | 1915              | 1              | Панцирний автомобіль, конструктивно подібний «Руссо-Балту тип С». Побудований для 1-ї мотоциклетної роти на невстановленому шасі. Застосовувався в 1-й мотоциклетній роті в боях Першої світової війни. Подальша доля невідома. |
| Панцирний автомобіль Вонлярлярського             |                          | 1914—1915     | 1915              | 1              | Побудований за проектом прапорщика Вонлярлярського на базі легкового шасі фірми Renault (Франція). Відзначався великою оригінальністю і конструктивним нововведенням, однак в силу високої складності виготовлення і пов'язаної з цим високої вартості не був прийнятий до серійного виробництва. Дослідний зразок пройшов офіційні випробування, однак відомостей про подальшу долю цієї машини немає. |
| Панцирний автомобіль Іжорського заводу           |                          | 1915          | 1915              | 2              | Панцирний автомобіль, варіація на тему конструкції «Руссо-Балта тип С». 2 зразки цього панцирного автомобіля були побудовані для 1-ї кулеметної роти (не слід плутати з 1-й АКР), в складі якої застосовувалися в ході Першої світової війни. |
| Панцирний автомобиль Кавказької туземної дивізії |                          | 1914          | 1914              | 1              | Панцирний автомобіль, конструктивно подібний до «Руссо-Балту тип С». Питання про базу шасі до кінця не ясне, найімовірніше, використовувалася 1,5-тонна вантажівка. Панцирник був побудований в кінці 1914 року і відправився, мабуть, на Кавказький фронт. У складі дивізії застосовувався в боях як мінімум до 1916 року. |
| Панцирний автомобіль Пороховщикова               |                          | 1915          | 1915              | 1              | Розроблений конструктором О. О. Пороховщиковим з використанням шасі фірми Ford (США). В ході випробувань визнаний невдалим і на озброєння армії не прийнятий. У боях не застосовувався. |
| Ганза-Лойд                                       |                          | 1915          | 1915              | 1              | Розроблений штабс-капітаном Билінським на базі легкового автомобіля фірми Hansa-Lloyd. Єдиний екземпляр панцирного автомобіля використовувався Російською імператорською армією в боях Першої світової війни і Червоною Армією — в ході Громадянської війни. |
| Джефері-Поплавко                                 |                          | 1916          | 1916—1917         | 31             | Є першим повнопривідним панцирним автомобілем, прийнятим на озброєння військ Російської імперії. Створений на базі повнопривідного вантажного автомобіля Jeffery Quad 4017 виробництва американської фірми Thomas B. Jeffery Company за проектом штабс-капітана В. Р. Поплавко. Панцирні автомобілі обмежено застосовувалися частинами Російської імператорської армії в ході Першої світової війни і обома протиборчими сторонами в ході Громадянської війни. |
| Кейс                                             | Зображення не збереглося | 1914          | 1914              | 2              | Ерзац-панцирний автомобіль, побудований силами 8-ї автомобільної роти, що відбула на фронт 18 вересня 1914 року. У документах роти проходили, як «автомобілі „Кейс“ — 2, легкові, броньовані». Більш точних даних про ці панцирні автомобілі і їх долю немає. |
| Мгебров-Бенц                                     | Зображення не збереглося | 1915          | 1915              | 1              | Проект бронювання розроблений штабс-капітаном В. А. Мгебровим з використанням бази гоночного автомобіля німецької фірми Benz. У проекті активно використовувалося розташування бронелистів під раціональними кутами нахилу, що підвищувало їх кулестійкість. Єдиний екземпляр панцирного автомобіля застосовувався російською армією в ході Першої світової війни. |
| Мгебров-Ізотта-Фраскіні                          |                          | 1915          | 1916              | 1              | Проект бронювання розроблений штабс-капітаном В. А. Мгебровим і є глибокою модернізацією задньоприводного панцирного автомобіля італійської фірми Isotta Fraschini. У проекті активно використовувалося розташування бронелистів під раціональними кутами нахилу. Єдиний екземпляр панцирного автомобіля використовувався Російською імператорською армією в боях Першої світової війни і Червоною Армією — в ході Громадянської війни. |
| Мгебров-Пірс-Арроу                               |                          | 1915          | 1915              | 1              | Створено на базі гоночного автомобіля американської фірми Pierce-Arrow. Проект бронювання розроблений штабс-капітаном В. А. Мгебровим. Як і у всіх панцирних автомобілів Мгеброва, в проекті «Мгебров-Пірс-Арроу» широко використовувалося розташування бронелистів під раціональними кутами нахилу. Єдиний екземпляр панцирного автомобіля застосовувався російською армією в ході Першої світової війни. |
| Мгебров-Рено                                     |                          | 1915          | 1915—1916         | 11             | Проект бронювання розроблений штабс-капітаном В. А. Мгебровим і є глибокою модернізацією задньоприводного панцирного автомобіля французької фірми Renault. У проекті активно використовувалося розташування бронелистів під раціональними кутами нахилу. Всього було побудовано 11 екземплярів в двох модифікаціях. Панцирні автомобілі активно застосовувалися Російською імператорською армією в ході Першої світової війни, а також обома протиборчими сторонами в Громадянській війні в Росії. |
| Накашідзе-Шарон                                  |                          | 1904—1905     | 1905—1908         | ~13            | Перший панцирний автомобіль, що надійшов на озброєння російської армії. Проект розроблений офіцером російської армії М. О. Накашідзе з використанням бази автомобіля французької фірми Charron. Всього за період з 1905 по 1908 на фірмі Charron на замовлення російського Військового відомства за кресленнями Накашідзе було побудовано не менше 13 панцирних автомобілів, частина з яких була доставлена в Росію. У боях Першої світової війни не застосовувалися. |
| Остін                                            |                          | 1914—1916     | 1914—1917         | 168            | Імпортний кулеметний панцирний автомобіль виробництва фірми Austin Motor Company (Велика Британія). Розроблений на замовлення російського Військового відомства. Російській імператорській армії було поставлено 168 машин в рамках трьох серій, при цьому велика частина автомобілів I серії була повністю переброньована в Росії. Складаючи основу панцирних частин російської армії, панцирні автомобілі «Остін» активно застосовувалися Російською імператорською армією в ході Першої світової війни, а також різними протиборчими сторонами в Громадянській війні в Росії.                                |
| Остін-Кегрес                                     |                          | 1916—1917     | 1919—1920         | 12             | Напівгусеничний панцирний автомобіль. Перший російський серійний зразок напівгусеничної бойової машини. Проект розроблявся в 1916—1917 роках в Російській імперії на основі поєднання панцирного автомобіля «Остін-Путіловець» і гусеничного рушія конструкції А. А. Кегреса. Однак початку масового виробництва панцирних автомобілів завадили події 1917 року. Виготовлення машин почалося лише на початку 1919 року. Всього до кінця березня 1920 року, було побудовано 12 зразків панцирного автомобіля «Остін-Кегрес», які застосовувались частинами РСЧА в боях Громадянської і радянсько-польської воєн. |
| Остін-Путіловець                                 |                          | 1916          | 1917—1920         | 33             | Створено на базі задньопривідних вантажних шасі фірми Austin (Велика Британія) в кінці 1916 року, проте виробництво розпочалося тільки після Жовтневого перевороту. Був глибокою модернізацією конструкції імпортних панцирних автомобілів «Остін». Всього в 1918—1920 роках побудовано 33 панцирні автомобілі цього типу, що використовувалися РСЧА в Громадянській війні і польсько-радянській війні. |
| Рено                                             |                          | 1914          | 1915—1916         | 40             | Імпортний панцирний автомобіль виробництва фірми Renault (Франція). Російській імператорській армії було поставлено 40 машин. Через неповноцінне бронювання, використовувалися в основному в допоміжних цілях, як охоронний панцирник і в цілях супроводу транспортних частин на марші. Пізніше 11 панцирних автомобілів було повністю переброньовано за проектом штабс-капітана В. А. Мгеброва і відомі, як «Мгебров-Рено». |
| «Руссо-Балт» Братолюбова-Некрасова (тип II)      |                          | 1915—1916     | 1916              | 4              | Проект розроблений штабс-капітаном Некрасовим на базі шасі фірми «Руссо-Балт». Панцирні автомобілі будувалися в майстернях А. А. Братолюбова. Були прийняті на озброєння Російської імператорської армії, але в боях Першої світової війни не застосовувалися, використовуючись, як навчальні. В Громадянській війн застосовувалися частинами РСЧА. |
| Руссо-Балт тип С                                 |                          | 1914          | 1914              | 8              | Є першим серійним панцирним автомобілем, прийнятим на озброєння військ Російської імперії. Розроблений спочатку з використанням шасі фірми «Руссо-Балт» для озброєння 1-ї автокулеметної роти (1-а АКР), що саме формувалася у цей час. Проект виконаний командиром роти полковником О. М. Добржанським та інженером-механіком А. Я. Грауеном. Панцирні автомобілі складали кістяк 1-ї автокулеметної роти і активно застосовувалися в її складі в ході Першої світової війни. Згодом використовувалися різними протиборчими сторонами в ході Громадянської війни.                                              |
| Фіат Іжорського заводу                           |                          | 1916          | 1917—1918         | 80             | Розроблений на базі шасі автомобіля італійської фірми Fiat, що виготовлявся за ліцензією в США. Хоча розробка проекту та закупівля шасі здійснювалися ще в 1916 році, масове виробництво панцирних автомобілів було розгорнуте лише після Лютневої революції. Всього з 1917 по 1918 рік було побудовано близько 80 екземплярів панцирних автомобілів, активно використовувалися РСЧА в боях Громадянської війни. |
| Фіат-Омський                                     |                          | 1918—1919     | 1918—1920         | Около 15       | Панцирний автомобіль Білої армії в Громадянській війні в Росії. Розроблений на базі шасі автомобіля італійської фірми Fiat. Було побудовано близько 15 екземплярів даного панцирного автомобіля, що застосовувався частинами Сибірської армії в боях на Східному фронті Громадянської війни. Після поразки Білого руху на сході кілька панцирних автомобілів якийсь час використовувалися збройними силами Далекосхідної Республіки. |
| Шефілд-Сімплекс                                  |                          | 1914—1915     | 1915              | 25             | Імпортний панцирний автомобіль виробництва фірми Sheffield-Simplex (Велика Британія). Російській імператорській армії було поставлено 25 машин. Маючи ряд серйозних конструктивних недоліків, були визнані непридатними для бойового застосування і на озброєння армії не надійшли. Обмежено застосовувалися в ході Громадянської війни. |

### Гарматні
| Назва                                      | Зображення               | Роки розробки | Роки вигтовлення | Кількість, шт. | Короткий опис |
| ------------------------------------------ | ------------------------ | ------------- | ---------------- | -------------- | --- |
| FWD                                        | Зображення не збереглося | 1916—1917     | 1917             | 1              | Розроблений з використанням шасі 3-тонного повнопривідної американської вантажівки фірми FWD. Завдання на будівництво 20 панцирних автомобілів даного типу з 76-мм гірською гарматою зр. 1904 року було отримане Путіловським заводом влітку 1916 року, проте лише в кінці 1917 завод повідомив про виготовлення одного панцирного автомобіля. Подальші роботи були припинені у зв'язку з Жовтневим переворотом. Доля побудованої машини невідома.                                                       |
| Панцирний автомобіль Улятовського          |                          | 1915—1916     | 1916             | 1              | Лёгкий панцирний автомобіль. Розроблений прапорщиком Улятовським за підтримки начальника офіцерської стрілецької школи генерал-майора М. М. Філатова. Дослідний зразок використовувався Російській імператорській армії в боях Першої світової війни. |
| Гарфорд-Путілов                            |                          | 1914          | 1915—1916        | 48             | Важкий гарматно-кулеметний панцирний автомобіль. Розроблений з використанням шасі американської вантажівки фірми Garford Motor Truck Co. «Гарфорд» активно застосовувався в ході Першої світової і громадянської воєн. Володіли потужним для свого класу і часу озброєнням і прийнятним бронюванням. Незважаючи на досить посередні динамічні характеристики, «Гарфорди» були вельми ефективні в бою, відрізнялися надійністю і добротністю виготовлення, що зумовило порівняно довгий термін їх служби. |
| Манесман-Мулаг                             |                          | 1914          | 1914—1915        | 3              | Гарматно-кулеметний панцирний автомобіль. Перша машина даного класу на озброєнні російських військ. Розроблений для посилення 1-й автокулеметної роти, озброєної кулеметними панцирними автомобілями Руссо-Балт тип С. За базу панцирного автомобіля використано вантажне шасі німецької фірми Mannesman-Mulag. Всього було побудовано три екземпляри панцирного автомобіля (з дещо різними характеристиками), що використовувалися Російською імператорською армією в боях Першої світової війни.       |
| Мгебров-Уайт                               |                          | 1915          | 1915             | 1              | Гарматно-кулеметний панцирний автомобіль. Проект розроблений штабс-капітаном В. А. Мгебровим на базі двовісної задньоприводної вантажівки «Уайт». Як і інші бронемашини Мгеброва, відрізнявся широким використанням так званого раціонального бронювання, що підвищувало захищеність машини. Застосовувався в ході Першої світової і громадянської воєн. |
| Мерседес                                   |                          | 1914—1915     | 1915             | 2              | Гарматно-кулеметний панцирний автомобіль. Розроблений штабс-капітаном Билінсиким на базі легкового автомобіля фірми Mercedes. Містив у собі ряд новаторських і прогресивних інженерних рішень. Використовувалися Російською імператорською армією в боях Першої світової війни. |
| Ланчестер                                  |                          | 1914—1915     | 1915—1917        | 20             | Імпортний кулеметний панцирний автомобіль виробництва фірми Lanchester Motors Company (Велика Британія). Російській імператорській армії було поставлено 20 машин. У Росії були переозброєні 37-мм гарматами Гочкіс (замість носового кулемету). Активно використовувалися Російською імператорською армією в боях Першої світової війни і різними протиборчими сторонами — в ході Громадянської війни.                                                                                                  |
| Паккард                                    |                          | 1914          | 1914—1915        | 2              | Гарматно-кулеметний панцирний автомобіль. Розроблений на базі шасі 3-тонного вантажного автомобіля американської фірми Packard Motor Car Company для посилення 1-ї автокулеметної роти. Бронемашини використовувалися Російською імператорською армією в боях Першої світової війни. |
| Пірс-Ароу                                  |                          | 1915—1916     | 1916             | 2              | Гарматно-кулеметний панцирний автомобіль. Створений з використанням шасі 5-тонної вантажівки Pierce-Arrow на замовлення Морського відомства. Однак, російською армією в бойових діях Першої світової війни панцирні автомобілі не застосовувалися і використовувалися в якості навчальних машин. Після Жовтневого перевороту бронемашини дісталися в якості трофеїв арміям Німеччини і Латвії. |
| «Рено» Братолюбова-Некрасова               |                          | 1914          | 1915             | 1              | Гарматно-кулеметний панцирний автомобіль. Розроблений штабс-капітаном Некрасовим в тісній співпраці з генерал-лейтенантом Р. А. Дурляховим і інженером-винахідником А. А. Братолюбовим. Мав часткове бронювання і призначався для супроводу транспортних колон. Єдиний екземпляр побудований в майстерні А. А. Братолюбова і застосовувався частинами Російської імператорської армії в ході Першої світової війни.                                                                                      |
| Рено (гарматний)                           |                          | 1917          | 1917—1920        | ~29            | Панцирний автомобіль виробництва Путиловського заводу, створений на базі імпортного кулеметного панцирного автомобіля Renault. Був озброєний 47-мм гарматою Гочкіс на тумбовій установці виробництва Обухівського заводу. |
| «Руссо-Балт» Братолюбова-Некрасова (тип I) |                          | 1915          | 1915             | 6              | Проект розроблений штабс-капітаном Некрасовим на базі шасі фірми «Руссо-Балт». Панцирні автомобілі будувалися в майстернях А. А. Братолюбова. За результатами випробувань були визнані малопридатними для використання у військах. Пізніше три панцирні автомобіля (на шасі «Руссо-Балт З 24/40») були переобладнані в бронедрезини. Машини даного типу епізодично застосовувалися частинами Російської імператорської армії в боях Першої світової війни.                                               |

### Інші розробки
| Назва                                 | Зображення | Роки розробки | Роки виготовлення | Кількість, шт. | Короткий опис |
| ------------------------------------- | ---------- | ------------- | ----------------- | -------------- | --- |
| Бронедрезина «Бенц»                   |            | 1911—1912     | 1912              | 1              | Кулеметний панцирний автомобіль з можливістю використання в якості бронедрезини. Розроблений і побудований в 1911—1912 роках російським відділенням німецької фірми Mercedes-Benz на замовлення Амурської залізниці. У 1914 році реквізований Військовим відомством для використання в бойових діях, але загубився в дорозі. У 1918 році використовувався в ході боїв на Східному фронті Громадянської війни. |
| Зенітний панцирний автомобіль «Остін» |            | 1914—1915     | 1915              | 1              | Зенітний панцирний автомобіль на базі шасі 3-тонної вантажівки фірми Austin, озброєний модифікованою Путіловським заводом для стрільби під великими кутами піднесення 57-мм гарматою Гочкіс. За результатами випробувань дослідного зразка Головне Артилерійське Управління Російської імператорської армії ухвалило рішення про формування батареї з даних панцирних автомобілів, однак їх подальше виробництво стало неможливим через знищення всіх модифікованих гармат Гочкіс під час пожежі в Брест-Литовському. |
| Пірлесс                               |            | 1915          | 1916              | 16             | Імпортний зенітний панцирний автомобіль, створений британською фірмою Vickers з використанням шасі 3-тонної американської вантажівки Peerless на замовлення ГАУ Російської імператорської армії. Застосовувалися частинами російських військ в ході Першої світової війни, а також різними протиборчими сторонами в Громадянській війні в Росії. |
| Руссо-Балт тип Т                      |            | 1914—1915     | 1915              | 4              | Зенітний панцирний автомобіль на базі шасі вантажного автомобіля «Руссо-Балт». Мали часткове бронювання кузова і кабіни. Крім чотирьох панцирних автомобілів, було також побудовано чотири автомобілі — «зарядних ящика» для підвозу боєприпасів, конструктивно подібних панцирним автомобілям. Активно використовувалися частинами Російської імператорської армії в ході Першої світової війни. |
| Руссо-Балт тип М                      |            | 1914—1915     | 1915              | 4              | Автомобіль — «зарядний ящик» (транспортер боєприпасів) на базі шасі вантажного автомобіля «Руссо-Балт» тип М. Конструктивно подібний панцирним автомобілям «Руссо-Балт тип Т» і призначався для постачання останніх паливом і боєприпасами в бойових умовах. Мав часткове бронювання, аналогічне «типу Т». |
| «Триколіска»                          |            | 1915          | 1915—1917         | 18—30          | Також панцирний автомобіль Філатова. Легкі кулеметні і гарматні панцирні автомобілі, побудовані за проектом генерал-майора М. М. Філатова. Відмінною особливістю панцирних автомобілів була триколісна ходова частина. Всього було побудовано від 18 до 30 панцирних автомобілів з гарматним або кулеметним озброєнням, кілька розрізнялися конструктивно. Застосовувалися Російською імператорською армією в бойових діях Першої світової війни, також використовувалися в Громадянській війні.                      |

## Танки і танкова техніка

### Танки

#### Реалізовані
| Назва      | Зображення | Роки розкробки | Роки виготовлення | Кількість, шт. | Короткий опис |
| ---------- | ---------- | -------------- | ----------------- | -------------- | --- |
| «Всюдихід» |            | 1914—1915      | 1915              | 1              | Всюдихідна машина з можливістю бронювання і встановлення озброєння. У багатьох джерелах вважається проектом легкого танка (танкетки), хоча роботи з бронювання і озброєння машини не проводилися. Розроблено конструктором О. О. Пороховщиковим. Дослідний зразок машини пройшов випробування, які виявили його недостатню технічну досконалість. |
| Цар-танк   |            | 1914—1915      | 1915              | 1              | Броньований пересувний бойовий транспорт колосальних розмірів, розроблений інженером М. Лебеденко. У розробці також брали участь М. Є. Жуковський і його племінники, Б. С. Стєчкін і О. О. Мікулін. Насправді танком об'єкт не був, представляючи собою колісну бойову машину. Найбільша броньована сухопутна бойова машина з коли-небудь побудованих. Побудова і випробування танка проводилися в 1915 році, проте за їх результатами був зроблений висновок про загальну непридатності танка до використання в умовах бою, що призвело до закриття проекту. Побудований екземпляр в боях не застосовувався і був згодом розібраний на металобрухт. |

#### Нереалізовані
| Назва                              | Зображення               | Роки розробки | Роки виготовлення | Короткий опис |
| ---------------------------------- | ------------------------ | ------------- | ----------------- | --- |
| Всюдихід № 2                       |                          | 1916—1917     |                   | Проект колісно-гусеничної бойової машини, розроблений конструктором О. О. Пороховщиковим. Основним рушієм був колісний з формулою 4×2, на ґрунтах з низькою несучою здатністю до його роботі повинен був підключатися допоміжний гусеничний рушій з однієї гумової гусениці. Озброєння машини становили три 7,62-мм кулемети Максима, по одному в лобовому бронелисті і двох розташованих одна на іншій вежах. Проект був відхилений через складність реалізації і «недостатню раціональність» конструкції. |
| Земний броненосець                 |                          | 1915          |                   | Проект колісної бойової машини. Розроблений конструктором О. О. Пороховщиковим. Володів значними розмірами, потужним гарматно-кулеметним озброєнням і протиснарядним бронюванням. Екіпаж становив 72 людини. Не реалізований через високу складність і сумнівну бойову ефективність. |
| Машина для знищення фортець «Обой» |                          | 1915          |                   | Проект рухомої бойової одиниці, розроблений винахідником І. Ф. Семчишиним. Являв собою гігантський броньований самохідний еліпсоїд. Озброєння не встановлювалося, знищення фортець передбачалося здійснювати наїздом еліпсоїда на ціль. З огляду на практичну неможливість реалізації, залишився «на папері». |
| Танк Менделєєва                    |                          | 1911—1915     |                   | Перший російський і один з перших світових проектів танка. Розроблено в ініціативному порядку інженером-кораблебудівником В. Д. Мєндєлєєва. Будучи першим в світі проектом надважкого танка, відрізнявся високими для свого часу показниками вогневої потужності і бронезахисту. Проект містив велику кількість оригінальних конструкторських рішень і нововведень, проте не вийшов зі стадії креслень і не був втілений в металі.                                                                          |
| Танк Рибінського заводу            |                          | 1915—1917     |                   | Проект середнього танка. Інформація вельми обмежена і носить уривчастий характер. За найбільш поширеною версією, танк створювався з використанням агрегатів сільськогосподарського трактора й багато в чому спирався на французький досвід створення танків. Є також підстави вважати, що при проектуванні за основу був взятий не прийнятий у Франції проект полковника Етьєна 1915 року. Створення танка не вийшло зі стадії проектування.                                                                |
| САУ Дриженко                       | Зображення не збереглося | 1916          |                   | Проект машини, визначається винахідником, як «саморухома броньована вежа для 8-дюймової гаубиці». Представлений в ГВТУ Російської імператорської армії в кінці 1916 року інженером-кораблебудівником Адміралтейського заводу підпоручиком Дриженком. Проект був розглянутий фахівцями ГАУ влітку 1917 року і був визнаний безперспективним через технічної непроробленість і сумнівну бойову цінність установки.                                                                                            |
| Черепаха (САУ Навроцького)         |                          | 1916—1917     |                   | Проект колісної бойової машини з ведучим сферичним котком і двома додатковими колесами меншого діаметру. Озброєння становили численні гармати калібром від 76,2 мм до 203 мм і 7,62-мм кулемети. Маса установки становила близько 192 тонн. Комісія ГВТУ розглянула проект навесні 1917 року, але з огляду на сумнівні ходові характеристики і високу вразливість машини відхилила його. |

### Панцирні трактори
| Назва                              | Зображення | Роки розробки | Роки виготовлення | Кількість, шт. | Короткий опис |
| ---------------------------------- | ---------- | ------------- | ----------------- | -------------- | --- |
| Астраханець                        |            | 1919          | 1919              | 1              | Панцирний трактор, побудований силами Ревельского заводу на початку 1919 року на невстановленому шасі. Був переданий до складу 3-ї Донської армії, проте незабаром був зроблений висновок про непридатність бойового використання машини. За розпорядженням командування армії панцирний трактор був повернутий на завод, де і залишався до кінця квітня 1919 року. Подальша доля машини невідома. |
| Панцирний трактор Гулькевича       |            | 1916          | 1916—1917         | 2              | Один з перших зразків напівгусеничних бойових машин, розроблених в Росії, і перша бойова машина такого типу, прийнята на озброєння Російської імператорської армії. Являв собою броньований і озброєний трактор фірми Allis Chalmers Motor Truck. Проект розроблений полковником артилерії Н. А. Гулькевичем. Два примірники панцирного трактора («Ілля Муромець» і «Ахтирець») надійшли в розпорядження Резервного бронедивізіона Російської армії в Петрограді, а після Жовтневого перевороту виявилися в РСЧА і використовувалися нею в боях Громадянської війни. |
| Буллок-Ломбард                     |            | 1919          | 1919              | більше 2       | Панцирний трактор на шасі напівгусеничного трактора американської фірми Bullock-Lombard. У лютому 1919 року на заводі «Судосталь» в Новоросійську і на заводі Неф-філде в Таганрозі заброньовано два трактори з номерами шасі 50 і 89. Мали закрите бронювання і озброєння з п'яти 7,62-мм кулеметів Максима (на деяких була встановлена 120-мм гармата Кане, що робило їх прообразами САУ). Протягом 1919 року Панцирні трактори брали активну участь в бойових діях проти РСЧА в складі 2-го кубанського корпусу ЗСПР.                                             |
| Вальтер                            |            | 1916          |                   | —              | Проект панцирного автомобіля на базі повнопривідного колісного трактора фірми американської Walter. Проектом передбачалося повноцінне закрите бронювання і озброєння в складі 76,2-мм протиштурмової гармати. Роботи над проектом припинені в кінці 1916 року в зв'язку з виявленими недоліками ходової частини трактора. |
| Полковник Безмолітвенний (Клейтон) |            | 1918          | 1918—1919         | 1              | Панцирний трактор на шасі сільськогосподарського трактора британської фірми Clayton з носовим ведучим колесом. Побудований силами Донський армії в 1918 році. Мав коробчатий бронекорпус і озброєння з 76,2-мм польової гармати і 6 76,2 мм кулеметів Максима. Зважаючи на загальну важкість машини, бойова цінність панцирного трактора виявилася низькою. Під ім'ям «Полковник Безмолітвенний» панцирний трактор використовувався для навчання екіпажів і в кінці 1919 року був скоріш за все розібраний.                                                          |